# Otto von Gloeden
Otto Friedrich Wilhelm von Gloeden (* 11. Mai 1788 in Ruhrort; † 26. Oktober 1840 auf Haus Veen bei Xanten) war ein deutscher Architekt und preußischer Baubeamter.

## Leben
Er war Angehöriger der rheinischen Linie des uckermärkischen Adelsgeschlechts von Gloeden. Seine Eltern waren der königlich preußische Leutnant und nachmalige Kriegsrat Gustav Wilhelm Carl von Gloeden (* 1750 in Gollnow; † 1816 in Berlin), und dessen erste Gattin Wilhelmine Dorothea von Kochtern. Eduard von Glöden war ein jüngerer Bruder aus der zweiten Ehe des Vaters mit Florentine Louise von Schulz (aus dem Hause Witten). 
Gloeden war Besitzer von Haus Veen und Haus Haag. Ab 1811 betätigte er sich im preußischen Staatsdienst und arbeitete ab 1815 als Landbauinspektor in Kleve, Düsseldorf und Moers. 
Mit seiner Gattin, der Landratstochter Walpurga Agnes Constantie Lenders († 7. August 1865 in Rees), die er 1822 in Bislich heiratete, hatte er zwei Söhne und eine Tochter.

## Arbeiten und Entwürfe (Auswahl)
- 1815–1822: städtebauliche Neuanlage von Büderich[1][2]
- 1819–1821: Entwurf für die Evangelische Kirche in Büderich (Grundlage für eine Neukonzeption durch Karl Friedrich Schinkel)[3]
- 1820–1822: Entwurf für die katholische Kirche St. Peter in Büderich (Grundlage für den Neuentwurf durch Karl Friedrich Schinkel)[4]
- 1826–1828: katholische Pfarrkirche St. Lambertus in Essen-Rellinghausen (mit Karl Friedrich Schinkel)[5]
- 1826–1830: katholische Kirche St. Peter in Essen-Kettwig (mit Adolph von Vagedes und Karl Friedrich Schinkel)[6]
- 1833: Gutachten zum baulichen Zustand des Domes St. Viktor in Xanten[7]